# XPde
XPde (Abkürzung für XP Desktop Environment) ist eine Desktop-Umgebung, die das Aussehen von Windows XP nachempfindet und Anfängern den Umstieg auf Linux erleichtern sollte. Obwohl XPde zu mehreren Fenstermanagern kompatibel war, war mit XPwm ein dazugehöriger Fenstermanager vorgesehen. Ziel des Projektes war, Windows XP in Aussehen und Bedienung unter Linux nachzuempfinden, um die Eingewöhnungszeit für Linux-Neulinge zu verkürzen.
XPde wurde als freie Software unter der GPL veröffentlicht.
Die Desktop-Umgebung erreichte am 21. August 2004 die Version 0.5.1.

## Entwicklung

### Version 0.4
Version 0.4 kam Anfang September 2003 heraus und bot Unterstützung für randlose Fenster und den Fensterfokus. Der Calculator läuft im wissenschaftlichen Modus. Die Systemeigenschaften wurden angepasst, und es existiert ein Gerätemanager mit automatischer Hardwareerkennung. Der „Start“-Knopf ist fertig, und die Ergonomie und vieles andere mehr wurde verbessert.

### Version 0.5
Im April 2004 kam mit Version 0.5 unter anderem die durchgängige Unterstützung von Alpha-Kanälen in PNG-Dateien und der Icon-Satz Crystal SVG von KDE dazu. Durch die Realisierung des Desktops als XPShellListView-Control wurde das Neuzeichnen des Desktops beschleunigt.